# Virus i bataljonen
Virus i bataljonen är en svensk fars som hade premiär på Vallarnas friluftsteater i Falkenberg den 28 juni 2009. Pjäsen är skriven av Lars Classon och Per Andersson och regisserad av Ulf Dohlsten. Farsen sändes i TV4 den 8 maj 2010 och släpptes på dvd den 23 juni 2010.

## Handling
Handlingen utspelar sig runt Ingeborgs Café i Götaland. Kommunalrådet Leif Aronsson har planerat en resa till Danmark, men den får ställas in efter att han haft en kort diskussion om pengafiffel med Ingeborg Pettersson. Han misstänker att man skall upptäcka att han har tagit pengar från stadens budget i egen ficka.
Han glömmer sina nycklar till kommunhuset. Ingeborg hittar dem och tar hand om nycklarna. Kommunalrådet blir tvingad att förkläda sig som sin "amerikanske kusin" och tar hjälp av den minst sagt korkade polismannen Bo Stellan för att lyckas komma in i kommunhuset och komma åt kommunens dator.
Kapten Carl Marklund kommer på besök från Norrland, och är på krigsstigen mot regeringen som vill lägga ner hemvärnet. Han har hört att den före detta soldaten Thor Torstensson har ett av Sveriges bästa hemvärn, men det visar sig att Thor har ljugit. Hemvärnet visar sig bestå endast av förtidspensionären Thor, webb-designern Jack, pensionären Andersson och hemsamariten Lotta. Carl Marklund bestämmer sig för att stadens hemvärn skall ockupera kommunhuset tills regeringen ändrar sig. Även de tar hjälp av Bo Stellan, vilken verkar fokusera mer på gladpack än hemvärn och datorer.

## Rollista
| Siw Carlsson        | – Ingeborg Pettersson         |
| Jojje Jönsson       | – "Senior-Rambo" Andersson    |
| Thomas Hedengran    | – Kapten Carl Marklund        |
| Mikael Riesebeck    | – Bo-Stellan Niklasson Olsson |
| Charlott Strandberg | – Lotta från hemtjänsten      |
| Claes Månsson       | – Thor Torstensson            |
| Pär Nymark          | – Jack Franzén                |
| Kent Vickell        | – Leif Aronsson               |